# Kubateratorn
Kubateratorn (Oscaravis olsoni) är en förhistorisk utdöd fågel i likaledes utdöda familjen teratorner inom ordningen kondorfåglar.

## Utseende och levnadssätt
Liksom övriga teratorner var kubateratornen mycket stor. Troligen var den mellan Taubatornis campbelli och Cathartornis gracilis i storlek. Jämfört med andra teratorner var kubateratornen troligen en predator snarare än asätare och levde av ödlor, fisk och småfåglar. Bytet attackerades från luften. Teratorernas primära vapen var dess stora mun med vilken den kunde svälja bytet helt. 

## Förekomst
Kubateratornen förekom som namnet avslöjar på Kuba. På grund av teratorernas massiva storlek och vingbredd tror man att de kunde ta sig till andra öar och till och med kontinenter och på så sätt hitta nya nischer och utveckla nya arter.

## Utdöende
Arten dog ut under sen pleistocen tillsammans med de flesta av Nordamerikas, Sydamerikas och Europas megafauna. 

## Systematik
Tidigare placerades arten i släktet Teratornis. Den har dock flyttats till det monotypiska Oscaravis på grund av skillnaden i levnadssätt, storlek och beteende.